# Shemekia Copeland
Charon Shemekia Copeland (Harlem, 10 aprile 1979) è una cantante statunitense.

## Biografia
Shemekia Copeland, figlia del cantante blues Johnny Copeland, ha iniziato la sua carriera esibendosi giovanissima nei concerti del padre. Nel 1998 ha pubblicato, per la Alligator Records, il suo album di debutto Turn the Heat Up. Nella classifica redatta da Billboard dedicata agli album di genere blues ha fatto il suo ingresso dieci volte, raggiungendo la vetta con il suo terzo disco Talking to Strangers nel 2002. Nel 2009 si è esibita al Efes Pilsen Blues Festival, mentre due anni più tardi ha partecipato al Chicago Blues Festival.
Ai Blues Music Awards la cantante ha vinto dieci premi, mentre nell'ambito dei Grammy Awards è stata candidata tre volte, tra il 2001 e il 2016.

## Discografia

### Album in studio
- 1998 – Turn the Heat Up
- 2000 – Wicked
- 2002 – Talking to Strangers
- 2005 – The Soul Truth
- 2009 – Never Going Back
- 2011 – Deluxe Edition
- 2012 – 33 1/3
- 2015 – Outskirts of Love
- 2018 – America's Child
- 2020 – Uncivil War